# Neolophonotus colubris
Neolophonotus colubris là một loài ruồi trong họ Asilidae. Neolophonotus colubris được Londt miêu tả năm 1988. Loài này phân bố ở vùng nhiệt đới châu Phi.